# Lac Tōgō
Le lac Tōgō (東郷池, Tōgō-ike) au Japon est séparé de la mer du Japon par une étroite bande côtière. Il se trouve entre Kurayoshi et Tottori, dans la préfecture de Tottori.